# Severo Calzetta da Ravenna

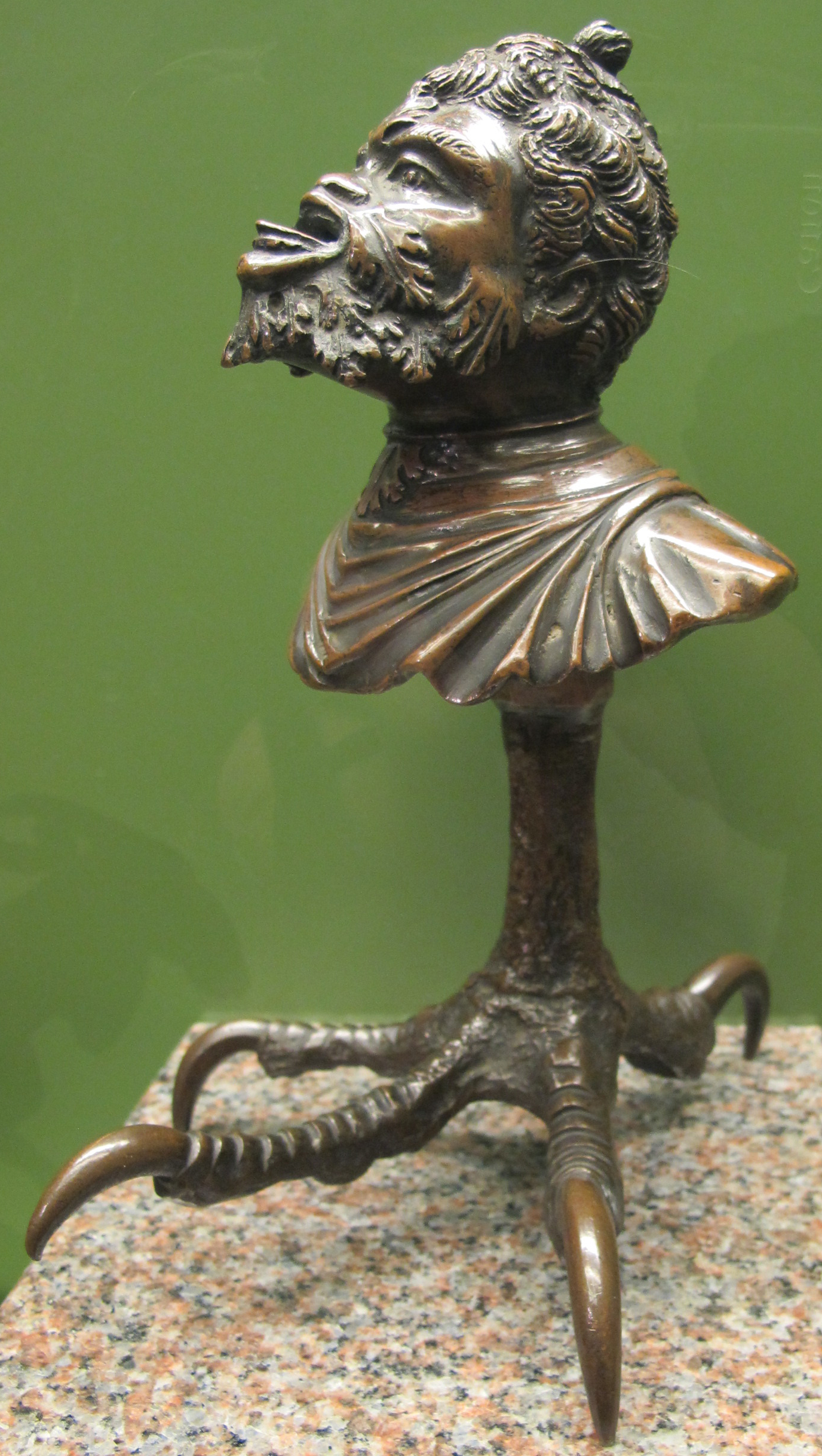
Lampada ad olio con piede rapace, Bode-Museum, Berlino

Severo Calzetta da Ravenna (Ravenna, 1465 circa – Ravenna, 1543 circa) è stato uno scultore italiano.

## Biografia
Nacque a Ravenna o a Ferrara e fu un artista del Rinascimento e del Manierismo, tra i più importanti e richiesti autori di bronzetti della sua epoca, assieme ad Andrea Briosco, l'Antico e pochi altri, tanto che Isabella d'Este ne possedeva molti esemplari. 
Svolse la sua attività tra il 1496 e il 1543 e lavorò a Ravenna, Ferrara e Padova. Benché fosse specializzato in piccoli bronzi, il suo unico lavoro sicuramente documentato è la scultura di S. Giovanni Battista, con la sua firma, che fu commissionata nel 1500 per l'entrata della cappella di Sant'Antonio nella Basilica di Sant'Antonio da Padova. Produsse sculture di tema religioso, come il Corpus di un crocifisso che si trova nel Cleveland Museum of Art, ma i suoi principali soggetti riguardarono temi pagani, inclusi dragoni e satiri, e oggetti funzionali come calamai, candelieri e lampade ad olio. 
Pomponio Gaurico lo menzionò nel capitolo sui bronzi della sua opera De sculptura (1504), elevandolo ad artista ideale per le sue numerose competenze. La perfezione del suo stile "all'antica" ha fatto sì che il busto di bronzo di un uomo barbuto che indossa una toga, conservato al Rijksmuseum, sia stato a lungo considerato un bronzo di epoca romana. Su tale busto vi sono ancora incertezze attributive,essendo dibattuto tra lo stesso Severo e Tullio Lombardo. Un suo Rospo bronzeo è conservato nel Museo civico Amedeo Lia a La Spezia.